# Phil Fish
Philippe Poisson (Montreal, Quebec, Canadá, 1984), más conocido como Phil Fish, es un diseñador francocanadiense de juegos independientes conocido por el juego de plataformas de 2012 Fez. Nació y creció en Quebec, donde sus experiencias con los juegos de Nintendo en su juventud influirían más tarde en su diseño de juegos. Estudió diseño de juegos en el Centro Nacional de Animación y Diseño de Montreal y trabajó en Ubisoft y Artificial Mind and Movement antes de fundar Polytron en 2008.
Fish fue miembro fundador de Kokoromi, un colectivo que explora ideas de juego experimentales, y organizó los eventos anuales de juegos GAMMA de Montreal. Mientras Fez estaba en desarrollo, Fish trabajó en otros juegos inéditos en Polytron, como SuperHyperCube y Power Pill. Fez salió a la venta en abril de 2012 con gran éxito tras un largo ciclo de desarrollo de cinco años. Sus fases finales de desarrollo se mostraron en el documental de 2012 Indie Game: The Movie, que dio a Fish una fama poco habitual entre los desarrolladores de videojuegos.
Tras una discusión en línea y un doxxing, Fish anunció públicamente su salida del desarrollo de videojuegos en dos ocasiones durante los dos años siguientes, alegando el maltrato que sufría desde hacía tiempo por parte de la industria. Más tarde, Polytron publicó Panoramical en 2015 y Fish regresó con Kokoromi para lanzar SuperHyperCube en 2016.

## Obras
- SuperHyperCube (2016, Kokoromi, como diseñador)
- Fez (2012, Polytron, como diseñador)
- Power Pill (unreleased, como diseñador)
- La brújula dorada (2007, Artificial Mind and Movement, como asistente de diseñador de niveles)[2]
- Open Season (2006, Ubisoft, as level designer)